# Grammy Latino de Melhor Vídeo Musical em Formato Curto
O Grammy Latino de Melhor Vídeo Musical Curto é um prêmio apresentado anualmente no Grammy Latino, uma cerimônia que reconhece a excelência e cria uma consciência mais ampla da diversidade cultural e das contribuições de artistas latinos nos Estados Unidos e internacionalmente. O prêmio é concedido desde o primeiro Grammy Latino em 2000 a artistas, diretores e produtores de um videoclipe promocional individual lançado pela primeira vez durante o ano de elegibilidade para o prêmio.
"No Me Dejes de Querer", interpretado por Gloria Estefan e dirigido por Emilio Estefan, foi o primeiro videoclipe a ganhar o prêmio. Eles foram seguidos por Ricky Martin pelo vídeo "She Bangs". "Suerte" de Shakira também foi premiado e recebeu o prêmio de primeiro Vídeo do Ano no MTV Video Music Awards Latinoamérica. A versão em inglês do vídeo recebeu quatro indicações no MTV Video Music Awards de 2002. O videoclipe da faixa bilíngue "Frijolero" da banda mexicana Molotov, que utiliza técnica de animação de rotoscópio desenvolvido anteriormente pelos diretores Jason Archer e Paul Beck para o filme estadunidense Waking Life, recebeu o prêmio em 2003.
A banda porto-riquenha Calle 13 detém o recorde de maior número de vitórias como conjunto nesta categoria, com quatro (de sete indicações). Já Residente é o maior vencedor da categoria, com seis prêmios, quatro em virtude da Calle 13 e duas vitórias adicionais como artista solo. O cantor e compositor colombiano Juanes foi premiado três vezes pelos videoclipes de "Volverte a Ver", "Me Enamora" e "Pa'Dentro". Gabriel Coss e Carlos R. Pérez detêm o recorde de mais vitórias como diretores, com um total de duas cada. O cantor guatemalteco Ricardo Arjona e a banda argentina Babasónicos detêm o recorde de maior número de indicações sem vitória, com três cada.

## Vencedores
| Ano  | Obra                         | Artista(s)                                            | Diretor(a) e Produtor(a)                                                                  | Indicados | Ref.          |
| ---- | ---------------------------- | ----------------------------------------------------- | ----------------------------------------------------------------------------------------- | --- | ------------- |
| 2000 | "No Me Dejes de Querer"      | Gloria Estefan                                        | - Emilio Estefan, diretor - Douglas Friedman, produtor                                    | - Los Fabulosos Cadillacs – "La Vida" (José Luis García e Padula, produtor, José Luis García, diretor) - La Ley – "Aquí" (Edy Enriquez, produtor; Beto Cuevas e Gustavo Garzón, diretores) - Jennifer Lopez e Marc Anthony – "No Me Ames" (Rhonda Vernet, produtora; Kevin Bray, diretor) - Shakira – "Ojos Así" (Nyenye Kitchings, produtora; Mark Kohr, diretor) | [ 8 ]         |
| 2001 | "She Bangs"                  | Ricky Martin                                          | - Wayne Isham, diretor - Jil Hardin e Dana Marshall, produtores                           | - Juanes – "Fíjate Bien" (Simon Brand, diretor; Nathalie Osma, produtora) - La Oreja de Van Gogh – "París" (Manolo Gil, diretor) - Fito Páez – "El Diablo de Tu Corazón" (Agulla e Baccetti, diretores; Phil Ramone, produtor) - Os Paralamas do Sucesso – "Aonde Quer Que Eu Vá" (Gualter Pupo e Andrucha Waddington, diretor) - Alejandro Sanz – "Cuando Nadie Me Ve" (Sebastien Grousset, diretor; Tesauro, produtor) | [ 9 ]         |
| 2002 | "Suerte"                     | Shakira                                               | - Francis Lawrence, diretor - Tim Kerrison, produtor                                      | - Celia Cruz – "La Negra Tiene Tumbao" (Ernesto Fundora, diretor e produtor) - Juanes – "A Dios le Pido" (Gustavo Garzón, diretor; Cecilia Sagredo, produtora) - Paulina Rubio – "Yo No Soy Esa Mujer" (Gustavo Garzon, diretor e produtor) - Carlos Vives – "Déjame Entrar" (Oscar Azula, diretor; RCN Comerciales, produtor) | [ 10 ]        |
| 2003 | "Frijolero"                  | Molotov                                               | - Jason Archer e Paul Beck, diretores - Kathee Schneider, produtora                       | - Ricardo Arjona – "El Problema" (Daniel Gruener, diretor; Daniel Gruener, produtor) - Chayanne – "Torero" (Pablo Croce, diretor; María Inés Vélez, produtora) - Roberto Frejat – "Segredos" (Renan De Moraes, Leonardo Teixeira e Mauricio Vidal, diretores; Marcelo Vidal, produtor) - Jarabe de Palo – "Bonito" (Andre Cruz, diretor; Oviedo, produtor) | [ 11 ]        |
| 2004 | "Más y Más"                  | Robi Draco Rosa                                       | - Angela Alvarado Rosa, diretora - Maryann Tanedo, produtora                              | - Café Tacvba – "Eres" (Rodrigo Váldez, diretor; Rogelio Sirander, produtor) - Kevin Johansen – "La Procesión" (Picky Talarico, diretor e produtor) - Molotov – "Hit Me" (Jason Archer e Paul Beck, diretores; Kathee Schneider, produtoras) - Roselyn Sánchez – "Amor, Amor" (Pablo Croce, diretor e produtor) | [ 12 ]        |
| 2005 | "Volverte a Ver"             | Juanes                                                | - Gustavo Garzón, diretor - Cecilia Sagredo, produtora                                    | - La Ley – "Mírate" (Gustavo Garzon, diretor; Sweet Dreams, produtor) - Molotov – "Amateur" (Rogelio Sikander, diretor; The Maestros, produtor) - Aleks Syntek – "A Veces Fuí" (Esteban Madrazo, diretor; Mediamates, produtor) - Vicentico – "Los Caminos de la Vida" (Pucho Mentasti, diretor e produtor) | [ 13 ]        |
| 2006 | "Atrévete-te-te"             | Calle 13                                              | - Jorge "Fish" Rodríguez e Gabriel Coss, diretores - María Estades, produtor              | - Ricardo Arjona feat. Intocable – "Mojado" (Simon Brand, diretor; Omar Catalán e Andrea De Moral, produtores) - Chayanne – "Te Echo de Menos" (Gustavo Garzón, diretor; Cecy Sagredo, produtora) - Shakira feat. Alejandro Sanz – "La Tortura" (Michael Haussman, diretor; Nina Huang, produtora) - Julieta Venegas – "Me Voy" (Picky Talarico, diretor; Gerardo Vallina, produtor) | [ 14 ]        |
| 2007 | "Ven a Mi Casa Esta Navidad" | Voz Veis                                              | - Luis Miguel Leal, diretor - Jorge Barboza, produtor                                     | - Calle 13 – "Tango del Pecado" (Gabriel Coss e Israel Lugo, diretores; Reaktor Post & Transfer, produtor) - Kevin Johansen – "Anoche Soñé Contigo" (Claudio Divella, diretor e produtor) - Maná – "Labios Compartidos" (Pablo Crocce, diretor; Felipe Niño, produtor) - Orishas – "Hay Un Son" (Edouard Salier, diretor; Laurent Rodriguez-Sotelino, produtor) | [ 15 ]        |
| 2008 | "Me Enamora"                 | Juanes                                                | - Aggressive, diretor - JP Fox, produtor                                                  | - Babasónicos – "Pijamas" (Agustín Alberdi, diretor; Juan Taylor, produtor) - Bajofondo – "Pa' Bailar" (Pablo Casacuberta, diretor; Laura Gutman, produtora) - Manu Chao – "Me Llaman Calle" (Fernando León de Aranoa, diretor e produtor) - Molotov – "Yofo" (Rita Marimen, diretora; Andrés Martínez, produtor) | [ 16 ]        |
| 2009 | "La Perla"                   | Calle 13 feat. Rubén Blades                           | - Gabriel Coss e Israel Lugo, diretores - Rojo Chiringa, produtor                         | - Ricardo Arjona – "Como Duele" (Ricardo Calderón, diretor e produtor) - Babasónicos – "Las Demás" (Luigi Ghidotti, diretor; Peluca Films, produtor) - Bebe – "Me Fuí" (Juan Pablo Eniz e Javier Gesto, diretor; Struendo, produtor) - Zoé – "Reptilectric" (Rogelio Sikander, diretor; The Maestros, produtor) | [ 17 ]        |
| 2010 | "Bien o Mal"                 | Julieta Venegas                                       | - Agustín Alberdi, diretor - Nicolas Cabuche, produtor                                    | - Ádammo – "Algún Día" (Percy Céspedez, diretor; Percy Céspedez & Alexei Vásquez, produtores) - El Cuarteto de Nos – "El Hijo de Hernández" (Charly Gutierrez, produtor; Oriental Films, produtor) - Juan Luis Guerra – "Bachata en Fukuoka" (Simon Brand, diretor; Mauricio Osorio, produtor) - Joaquín Sabina – "Viudita de Clicquot" (Rafa Sañudo, diretor e produtor) | [ 18 ]        |
| 2011 | "Calma Pueblo"               | Calle 13                                              | - Alejandro Santiago Ciena, diretor e produtor                                            | - Alexander Acha – "Amiga" (Esteban Madrazo, diretor; Ricardo Gascón, produtor) - Franco De Vita feat. Alejandra Guzmán – "Tan Sólo Tú" (Diego Álvarez, diretor; Vicente Solís, produtor) - Maná – "Lluvia al Corazón" (Hydra, diretor; Eric Berkowitz, produtor) - Ricky Martin feat. Natalia Jiménez – "Lo Mejor de Mi Vida Eres Tú" (Carlos Perez, diretor; Felipe Niño, produtor) - Shakira – "Loca" (Jaume De Laiguana, diretor; Pablo Martinez & Gloria Marzabal, produtores) | [ 19 ]        |
| 2012 | "Me Voy"                     | Jesse & Joy                                           | - Carlos López Estrada, diretor - Christian Heuer, produtor                               | - Catupecu Machu – "Metrópolis Nueva" (Javier Vázquez, diretor; Catupecu Machu, produtor) - Georgina – "Rara" (Daniel Etura, diretor; Daniel Etura e Zoca Morend, produtor) - Nevilton – "Tempos de Maracujá" (Edson Oda, diretor; Edson Oda, produtor) - Rakel – "En el Tiempo" (O'Brien Llontop, diretor; Catalina Aristizabal e Danny Pinzón, produtoras) | [ 20 ]        |
| 2013 | "Eres Tú"                    | Alex Cuba                                             | - Christian Bielz, diretor - Taylor Fox, produtor                                         | - Famasloop – "Más Cerquita" (Marcel Rasquín, diretor; Joe Torres e Juan Antonio Díaz, produtores) - Jotdog – "Corazón de Metal" (Ricardo Herrer, diretor; Horacio Ortega, produtor) - Illya Kuryaki and the Valderramas – "Ula Ula" (Luciano Benjamín Cieza, diretor; Hernán Corera e Sebastián Sutton, produtores) - Leiva – "Vis a Vis" (Titán Pozo, diretor; Mario Fornés, produtor) | [ 21 ]        |
| 2014 | "Flamingo"                   | La Vida Bohème                                        | - Leonardo González, diretor - Carl Zitelmann, Debbie Crosscup e César Elster, produtores | - Babasónicos – "La Lanza" (Juan Cabral, diretor; Stephen Johnson, Mjz London e Nicci Power, produtores) - Calle 13 – "Adentro" (Kacho López Mari, diretor; Cynthia González e Tristina Robles, produtores) - Nach – "Me Llaman" (Javier Gutiérrez, diretor; Javier Gutiérrez, produtor) - Zoé – "Arrullo de Estrellas" (León Larregui, diretor; Pablo García Gatterer, produtor) | [ 22 ]        |
| 2015 | "Ojos Color Sol"             | Calle 13 feat. Silvio Rodríguez                       | - Kacho López, diretor - Marcelo Fontao e Tristana Robles, produtores                     | - Willbert Álvarez – "Te Busqué" (Daniel Gómez Etura, diretor; Willbert Álvarez, María Carrasco, Germán Gutiérrez Ross & Nerio Gutiérrez Ross, produtores) - Calle 13 – "Así de Grandes Son las Ideas" (Quique Rivera Rivera e produtor) - El Cuarteto de Nos – "No Llora" (Diego Tucci, diretor; Refugio Films, produtor) - Porter – "Huitzil" (Jorge González Camarena, diretor) | [ 23 ]        |
| 2016 | "Gallo Negro"                | Illya Kuryaki & The Valderramas                       | - Hernán Corera, diretor e produtor                                                       | - Álex Anwandter – "Siempre Es Viernes En Mi Corazón" (Alex Anwandter, diretor; Sergio Alvarado, produtor) - Gustavo Casas y Los Que Buscan – "Verte Ya" (Adolfo Bueno, diretor; Esther Padial, produtor) - Delafé – "Lo Más Bonito del Mundo" (Delafé, diretor e produtor) - El Guincho feat. Mala Rodríguez – "Comix" (CANADA, direção e produção) | [ 24 ]        |
| 2017 | "Despacito"                  | Luis Fonsi feat. Daddy Yankee                         | - Carlos R. Perez, diretor - Joanna Egozcue e Camila Agerskov, produtores                 | - Bomba Estéreo – "Soy Yo" (Torben Kjelstrup, diretor; The Woerks, produtor) - Leiva – "Sincericido" (Zip, diretor; Blur Films, produtor) - Dani Martín – "Los Charcos" (Daniel Etura, diretor; Wonder, produtor) - Residente feat. Soko – "Desencuentro" (René Pérez Joglar, diretor; Adiela Marie, produtor) | [ 25 ]        |
| 2018 | "Pa'Dentro"                  | Juanes                                                | - Lionel Hirle e Grégory Ohrel, diretores - Bret Rea e Jocelyn Webber, produtores         | - Bomba Estéreo – "Duele" (Sam Mason, diretor; Talia Bernstein, produtor) - Residente & Dillon Francis feat. iLe – "Sexo" (Residente, diretor; Adiela Marie, produtor) - Residente – "Guerra" (Adiela Marie, diretora; Residente, produtor) - Rosalía – "Malamente" (CANADA, direção e produção) | [ 26 ]        |
| 2019 | "Banana Papaya"              | Kany García & Residente                               | - Residente, diretor - Stephanie "Tuty" Correa, produtora                                 | - Criolo – "Boca de Lobo" (Denis Cisma e Pedro Inoue, diretores; Beatriz Berjeaut, produtor) - Nego do Borel & DJ Rennan da Penha – "Me Solta" (Lucas Romor, diretor; KondZilla, produtor) - Nach – "Los Zurdos Mueren Antes" (Willy Rodriguez, diretor e produtor) - Todo Aparenta Normal – "Vivir Los Colores" (Mariano Dawidson, diretor; Eric Dawidson, produtor) | [ 27 ]        |
| 2020 | "TKN"                        | Rosalía e Travis Scott                                | - CANADA, direção - Oscar Romagosa e Laura Serra Estorch, produtores                      | - BaianaSystem & Tropkillaz – "Saci (Remix)" (Rafael Kent, diretor; Tânia Assumpção e Rafael Marquez, produtores) - J Balvin – "Rojo" (Colin Tilley, diretor; Jamee Ranta, produtor) - Bivolt – "Cubana" (Gabriel Augusto & Quemuel Cornelius, diretor; Francesco Civita and Henrique Danieletto, video producers) - Porter – "Para Ya" (Alexis Gómez, diretor; Michelle Lacoste, produtor) | [ 28 ]        |
| 2021 | "Un Amor Eterno"             | Marc Anthony                                          | - Carlos R. Pérez, diretor - Maricel Zambrano, produtor                                   | - BaianaSystem feat. BNegão – "Reza Forte" (Belle De Melo, diretor; Marcelo Cintra, produtor) - Fuel Fandango feat. María José Llergo – "Mi Huella" (Alex Gargot, diretor; Alberto Tortes Catelló, produtor) - Fran, Carlos Do Complexo e Bibi Caetano – "Visceral" (Pedro Alvarenga, diretor; Marcos Araújo e Bernardo Portella, produtores) - Selena Gomez – "De Una Vez" (Los Pérez, diretor; Kim Dellara e Clark Jackson, produtores) | [ 29 ]        |
| 2022 | "This is Not America"        | Residente feat. Ibeyi (Lisa-Kaindé Diaz e Naomi Diaz) | - Greg Ohrel, diretor - Jason Cole, Corinna Martínez e Barbarella Pardo, produtores       | - Cami – "Mía" (Nuno Gomes, diretor; Mona Moreno Fernández e Ada Odreman, produtores) - Jorge Drexler feat. C. Tangana – "Tocarte" (Joana Colomar, diretor; Zissou, produtor) - Guitarricadelafuente – "A Carta Cabal" (Pau Carrete, diretor; Vivir Rodando, produtor) - Rosalía – "Hentai" (Mitch Ryan, diretor; Harrison Corwin e Patrick Donovan, produtores) - Sin Bandera – "Nadie" (Hernán Corera e Juan Piczman, diretores; Sonti Charnas, Luca Macome, Balisario Saravia e Juan Saravia, produtores)                                                                                 | [ 30 ] [ 31 ] |
| 2023 | "Estás Buenísimo"            | Nathy Peluso                                          | - Félix Bollaín e Rogelio González, diretores - María Rubio, produtora                    | - Kayode – "Podcast/Pedra Memória" (Gabriel Avelar e Beto Galloni, diretores; Hugo Castelo Branco, Bruna Fernandes, André Cozman Ganut, Kozmos, Paladino, Regis Ramos e Yalla Rec, produtores) - Luthuly feat. Nave – "Fixação" (Pedro Fiorillo e Jesus Mendes, diretores; Alcino Algarrao, Alcino Araujo, Ricardo Estevam, Paulo Miguez e Pamela Taby, produtores) - Sen Senra – "No Quiero Ser un Cantante" (Torso, diretor; Cap Dept, produtor) - Wos – "DESCARTABLE" (Tomas Curland e Rafael Nir, diretores; Mariano Jaureguiberry, Abril Neistadt, Rafael Nir e Diego Ríos, produtores) | [ 32 ]        |